# Hubert van Innis
Hubert van Innis, belgijski lokostrelec, * 24. februar 1866, † 25. november 1961.
Sodeloval je na lokostrelskem delu poletnih olimpijskih igrah leta 1900 v disciplinah Au Cordon Doré na 33 m (1. mesto), Au Chapelet na 33 m (1. mesto) in Au Cordon Doré na 50 m (drugo mesto).